# Daniel Dumitrescu
Daniel Dumitrescu (Bucarest, Rumania, 23 de septiembre de 1968) es un deportista olímpico rumano que compitió en boxeo, en la categoría de peso pluma y que consiguió la medalla de plata en los Juegos Olímpicos de Seúl 1988.

## Palmarés internacional
| Juegos Olímpicos | Juegos Olímpicos     | Juegos Olímpicos | Juegos Olímpicos |
| Año              | Lugar                | Medalla          | Prueba           |
| ---------------- | -------------------- | ---------------- | ---------------- |
| 1988             | Seúl (Corea del Sur) | Medalla de plata | Peso pluma       |